# شنبص

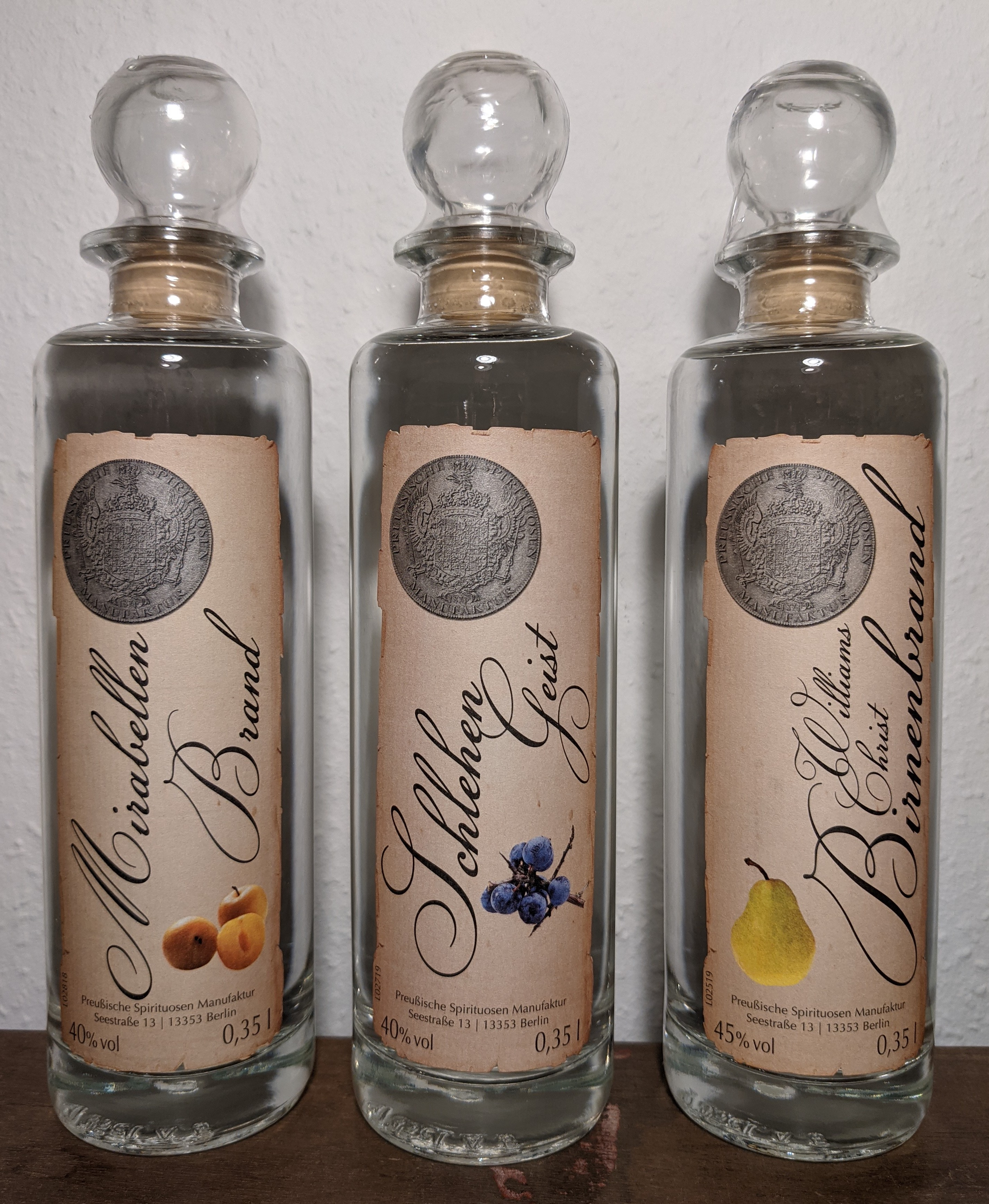
ثلاث قناني من الشَّنَبص الألماني ، مصنوعة من البرقوق و الخوخ الشوكي و الإجاص.

الشَّنَبْص هو نوع من المشروبات الكحولية التي قد تتخذ عدة أشكال مثل براندي الفاكهة المقطر أو الليكير العشبيي يُصنع عن طريق إضافة شراب الفاكهة أو التوابل أو المُطعمات الاصطناعية إلى أرواح الحبوب المحايدة.
الشَّنَبص كلمة معربة من الألمانية Schnaps والذي يستخدم للإشارة إلى المشروبات المقطرة وهي تعني تلقف أو التقط بسرعة وذلك إشارة إلى طريقة شربها سريعًا من كوب صغير كأس الجَرعة.